# 坎帕尼亚 (米纳斯吉拉斯州)
坎帕尼亚是巴西米纳斯吉拉斯州的一个市镇。总面积336.033平方公里，总人口15790人，人口密度47人/平方公里。